# Costruire (Lele)
Costruire è il primo album in studio del cantautore italiano Lele, pubblicato il 27 maggio 2016 dall'etichetta Sony Music.

## Descrizione
Pubblicato dopo la finale della quindicesima edizione del talent show Amici di Maria De Filippi in cui il cantautore è arrivato quarto, Costruire è stato prodotto da Andrea Rigonat, marito della sua coach Elisa durante lo svolgimento del talent. Il disco contiene sette inediti interamente composti da Lele (tra cui il singolo La strada verso casa) e tre reinterpretazioni.
Il 10 febbraio 2017 il cantautore ha ripubblicato l'album con il titolo Costruire 2.0, il quale contiene quattro inediti e il singolo Ora mai, presentato al Festival di Sanremo 2017 nella categoria "Nuove proposte" e vincitore della stessa. Alla produzione dei nuovi inediti ha partecipato anche Michele Canova Iorfida.

## Tracce
Testi e musiche di Raffaele Esposito, eccetto dove indicato.

### Costruire
1. Through This Noise – 2:53
2. La strada verso casa – 3:08
3. Screamin' It Loud – 2:56
4. Love Me Now – 2:54
5. Diamante – 1:48 (Francesco De Gregori, Zucchero Fornaciari, Matteo Saggese, Mino Vergnaghi) – originariamente interpretata da Zucchero Fornaciari
6. L'ho voluto io – 2:37
7. People Help the People – 1:51 (Simon Aldred) – originariamente interpretata dai Cherry Ghost
8. Christmas Night with You – 2:36
9. Un'ora sola ti vorrei – 1:44 (Umberto Bertini, Giovanni Marchetti) – originariamente interpretata da Nuccia Natali
10. We Will Carry On – 3:30

### Costruire 2.0
1. La nostra distanza – 2:59
2. Senza paura di sorridere – 3:21 (Raffaele Esposito, Rory Di Benedetto, Rosario Canale)
3. Ora mai – 2:49 (Raffaele Esposito, Rory Di Benedetto, Rosario Canale)
4. Così com'è – 3:02 (Raffaele Esposito, Tony Maiello)
5. Adesso e sempre – 3:14 (Raffaele Esposito, Rory Di Benedetto, Rosario Canale, Roberto Pulitano)
6. L'ho voluto io (Alternative Version) – 2:37
7. La strada verso casa – 3:08
8. Screamin' It Loud – 2:56
9. Through This Noise – 2:53
10. Love Me Now – 2:54
11. Christmas Night with You – 2:36
12. We Will Carry On – 3:30

## Classifiche
| Classifica (2016) | Posizione massima |
| ----------------- | ----------------- |
| Italia            | 3                 |